# Mayor (musical)
Mayor és un musical amb llibret de Warren Leight i música i lletra de Charles Strouse. Es basa en les memòries de l'ex alcalde de Nova York, Ed Koch, i representa un sol dia a la vida de l'alcalde de la ciutat. El musical va representar-se a Broadway el 1985 després d'una estada al Off-Broadway.

## Visió general
Entre els personatges de la vida real que es representen al musical inclouen el cardenal John Joseph O'Connor, Bess Myerson, Leona i Harry Helmsley, Carol Bellamy, Harrison J. Goldin, John V. Lindsay, Abraham Beame i Sue Simmons.
L'obra, anomenada "una revista de cabaret exuberant i enginyosa", té una "marca d'humor i una broma política local de Nova York", segons un article a The Washington Post. L'article va assenyalar diversos acudits, com ara "el monòleg histèric sobre l'absurd ritual de la ciutat d'aparcaments alternatius, amb els quals els propietaris aparquen dues vegades al dia els seus cotxes a causa de les normes d'escombrada del carrer?"
Keith Curran, que estava al repartiment original, (com Harry Helmsley) va dirigir una producció del musical al Ruth Foreman Theatre West (Sunrise, Florida) el gener de 1988, dient: "Narra una mena de conte de moralitat. per a Koch, com A Christmas Carol… Koch és visitat per l'esperit de Fiorello LaGuardia i amenaçat de perdre la ciutat. Hi ha molta redempció en aquest espectacle, però fa una mirada molt dura sobre Nova York i el difícil que és viure allà".Strouse va dir que volia escriure un musical que "filtrés els sons de Nova York". El musical té música "alternant el pop contemporani amb el ragtime, el jazz i altres estils, escollits amb cura per evocar un estat d'ànim o caracteritzar una classe de gent il·lustrativa de Nova York".

## Producció
La producció de l'Off-Broadway va ser dirigida per Jeffrey B. Moss i coreografiada per l'esposa de Strouse, Barbara Siman. Es va estrenar el 13 de maig de 1985 al Top of the Gate del Greenwich Village i va tenir 185 funcions. El repartiment incloïa a Lenny Wolpe com l'alcalde i Nancy Giles, Ken Jennings, Ilene Kristen, Douglas Bernstein, Marlon J. Caffey, Keith Curran i Kathryn McAteer en els papers de suport.
El 23 d'octubre de 1985, la producció es va traslladar a Broadway, al Latin Quarter, on va estar-se fins al 5 de gener de 1986 amb a 70 actuacions. John Sloman substituí Keith Curran.
Es va publicar un àlbum del repartiment al segell Harbinger.

## Cançons
| Acte I - "Mayor" - Mayor Koch - "You Can Be a New Yorker Too!" - Businessman, Out of Towner, Bicycle Messenger and Company - You're Not the Mayor - Mayor (Reprise) - March of the Yuppies - Hootspa - Coalition - What You See Is What You Get | Acte II - In the Park - Ballad - I Want to Be the Mayor - Subway: The Last "I Love New York" Song - Ballad (Reprise) - Testimonial Dinner: Good Times - We Are One (I'll Never Leave You) - How'm I Doin' - Mayor (Reprise) - "My City" - Company |

## Recepció de la crítica
Frank Rich, en la seva revisió de la producció Off-Broadway pel The New York Times, va senyalar el musical com un "modest nou cabaret musical adaptat a les memòries del senyor Koch ..." i va escriure: "Als segments més nítids, la majoria d'ells a l'acte II, Mr. Strouse i Mr. Leight fan algunes observacions divertides (si rarament maleducades) sobre el seu heroi i la seva ciutat ... La puntuació útil del senyor Strouse té un gran espectacle, però les lletres de cançons com "Marxa dels Yuppies", "Com faig?" i "Hootspa" (per a "chutzpah") sovint són tan previsibles com els seus títols. "

### Premis i nominacions
| Any  | Premi             | Categoria                          | nominat         | Resultat |
| ---- | ----------------- | ---------------------------------- | --------------- | -------- |
| 1986 | Premis Drama Desk | Actriu més destacada en un musical | Kathryn McAteer | nominada |
| 1986 | Premis Drama Desk | Lletres més destacades             | Charles Strouse | nominat  |
| 1986 | Premis Drama Desk | Música més destacada               | Charles Strouse | nominat  |